# 甯舉
甯舉（1459年—？），字惟臣，直隸保定府新城縣人，民籍，明朝政治人物。

## 生平
成化十六年（1480年）庚子科順天鄉試第三十四名舉人，弘治三年（1490年）中式庚戌科會試第十五名，二甲第八名進士。

## 家族
曾祖甯友；祖父甯允賢；父甯鑑，母楊氏。慈侍下。